# 여호와 닛시
여호와 닛시(히브리어:יְהוָה נִסִּי, Jehovah-nissi, 여호와는 나의 승리 혹은 깃발)란 성경 출애굽기에서 나타나는데 모세가 르비딤에서 아말렉에게 승리하고 그가 세운 제단에게 주어진 이름이다.

## 번역
첫 번째 단어의 문구는 테트라그라매톤인 여호와의 이름 자음 4글자인 여호와(יהוה)는 하나님의 이름이다. 그것은 일반적으로  영어성경에서 번역하는 경우 주님(LORD)이다. 여호와는 그의 히브리어 이름을 기독교적 영국식 발성의 이름이다.
70인 성경 번역자들은 니시 (nis·si' )가 누스 (nus , 피난처로 도피함) 로부터 파생되었다고 믿었고, 그것을 "주님께서는 나의 피난처"라고 번역하게 되었다. 그러나 라틴어 성경인 불가타 역에서는 그것이 나사스(na·sas', 올림, 높임)로부터 파생되었다고 보고 여호와는 나의 높임이라고 번역하였다.
NIV( New International Version)와 같은 많은 현대 기독교 번역은 그 이름을 여호와는 나의 깃발이라고 번역하였다. 니시(Niss)의 어원인 네스(nês)는 히브리어로 깃발 혹은 승리를 의미한다.

## 해석
출애굽기 17장에서 모세가 산위에 있으면서 그의 지팡이를 위로 올리는 동안에는 이긴다는 것에 대한 해석에서 마튜 헨리(Matthew Henry)는 다음과 같이 주목한다. 여호와 니시는 - 여호와는 나의 깃발- 모세의 행동에서는 승리(깃발)로서 하나님의 홀이 올려지는 것을 언급한다고 한다.
여호와의 권능의 임재가 바로 승리였다. 승리의 날에 다 함께 기뻐하며 그 제단을 세웠다는 것을 기록하였다고 한다."

## 같이 보기
- 여호와 이레
- 여호와 삼마